# Manuela de los Herreros Sorà
Manuela de los Herreros Sorà (Palma de Maiorca, 10 de junho de 1845 - Palma de Maiorca, 29 de abril de 1911) foi uma escritora e administradora de carácter costumbrista mallorquina. Desde temporão mostrou-se interessada na cultura, em especial, a aprendizagem de línguas. Esteve em contacto, graças à posição social de seu pai, com o Archiduque Luis Salvador de Áustria.

## Biografia
Manuela dos Ferreiros e Sorà nasceu em Palma o 10 de junho de 1845, numa família de alto nível cultural, o que lhe abriu as portas a uma educação à que muito poucas mulheres de sua época podiam aceder. Seu pai, Manuel de los Herreros, foi director do Instituto Balear (instituição que teve um peso importantísimo na renovação pedagógica das Ilhas Baleares) e um de seus tios por parte de mãe foi catedrático. Emparentada com figuras vinculadas ao mundo da cultura, desde muito pequena mostrou um grande interesse pela leitura, que a fez destacar entre as alunas das escolas de Bernat Homar e Alexandre Perelló. Do mesmo modo destacou, mais adiante, por seu conhecimento do inglês, o francês, o italiano e o alemão, aparte do catalão (sua língua materna).
Antes de casar-se, numa época na que levou uma intensa actividade como escritora, era habitual vê-la no Ateneo Balear (que se acabava de abrir às mulheres) mas a raiz de seu casal com o advogado Enric Bonet i Ferrer em 1872 e dos catorze filhos que tiveram, diminuiu sua dedicação a este âmbito. Durante os anos a mais envolvimento com o mundo literário escreveu em prosa e em verso trabalhos de temática costumbrista, fez parte das redacções de várias publicações costumbristas mallorquinas como La Dulzaina, La Revista Balar e o calendário El Saracossano e publicou em revistas do Principado como Lo Gay Saber e Calendari Català. Desta mesma época, destacam suas boas relações com os escritores catalães mais destacados da Renaixença que se acompanhavam, no entanto, de sua vontade de não fazer parte dos certámenes nem dos Jogos Florais e de não reunir toda a sua produção literária num volume.

Manuela enviudó em 1899, e quatro anos depois, em 1903, morreu seu pai, que além de director do Instituto Balear tinha sido presidente da Sociedade Económica de Amigos do País, e colaborador literário e administrador do Archiduque Luis Salvador de Áustria. Depois de ficar órfã de pai continuou com a tarefa que este realizava e ocupou o posto de administradora do Archiduque. Morreu o 29 de abril de 1911 em Palma, cidade da que seria chamada filha ilustre em dezembro de 1915. Tem uma rua dedicada no bairro de Son Pastilla, onde se encontra o acuario da cidade, o Palma Aquarium.